# 林先江
林先江（1974年2月—），男，海南文昌人，中华人民共和国外交官，曾任中华人民共和国驻多米尼克国特命全权大使。现任外交部财务司司长。

## 生平
早年在海南省财政厅工作。2009年，任海南省三亚市市委副秘书长。2011年，转入外交系统，任驻新加坡大使馆参赞。2013年，任驻巴哈马大使馆参赞。2015年，任外交部外事管理司参赞，后升任副司长。2021年10月，出任中华人民共和国驻多米尼克大使。2024年4月，自驻多米尼克大使离任，任外交部财务司司长。